# Османы (рыба)
Осма́ны (лат. Diptychus) — род пресноводных рыб семейства карповых (Cyprinidae). Всего в природе имеется 3 вида османов, обитают в горных и предгорных водоёмах Средней и Центральной Азии.
В СНГ обитает 2 вида — в первую очередь в озере Иссык-Куль, в бассейне реки Или и озера Балхаш. Пятнистый чешуйчатый осман (лат. Diptychus maculatus) обитает в высокогорных речках.

## Строение и описание
Длина взрослого османа до 50 см, весит до 1 кг. Питается растительностью и беспозвоночными животными. Нерестится весной — летом. Его карликовая форма — редкочешуйчатый осман (лат. Diptychus sewerzowi) — не превышает в длину 25 см, весит до 200 г. Голый осман (лат. Diptychus dybowskii) обитает в горных реках и озёрах; имеет 2 формы: речную и озёрную; длина до 60 см, весит до 3 кг. Наиболее многочислен был отмечен в озере Иссык-Куль, где служил объектом промысла. Сейчас усилиями государства и международных проектов восстанавливается популяция османа в озере Иссык-Куль. Так же, как и у маринки, усача и храмули, икра и внутренности османа ядовиты. Следует учитывать, что османами, или алтайскими османами, иногда называют также рыб рода Oreoleuciscus.

## Классификация
- Пятнистый чешуйчатый осман (Diptychus maculatus)
- Редкочешуйчатый осман, или осман Северцова (Diptychus sewerzowi)